# سیارک ۱۲۱۶
سیارک ۱۲۱۶ (به انگلیسی: 1216 Askania، نامگذاری:1932BL) هزار و دویست و شانزدهمین سیارک کشف شده‌است که در ۲۹ ژانویه ۱۹۳۲ و در هایدلبرگ کشف شد.
قدر مطلق سیارک برابر ۱۳٫۴۹ است.